# Зотов, Владимир Владимирович
Влади́мир Влади́мирович Зо́тов (25 марта [7 апреля] 1907, Александровск, Екатеринославская губерния — 13 июля 1982, Одесса) — советский учёный в области селекции и иммунитета винограда. Доктор биологических наук с 1967 года.

## Биография
Родился 25 марта 1907 года в Запорожье. В 1930 году окончил Одесский сельскохозяйственный институт. В 1930—1961 - на научно-исследовательской и руководящей работе. В 1961—1982 годах — старший научный сотрудник, заведующий лабораторией иммунитета, заведующий лабораторией физиологии, консультант Научно-исследовательского Института виноградарства и виноделия имени В.Е. Таирова.
Умер в Одессе 13 июля 1982 года.

## Научная деятельность
Основные научных труды посвящены вопросам выведения сортов винограда, клоновой селекции, милдью и филлоксеростойкости винограда. При его непосредственном участии выведены сорта винограда Бастардо Магарачский, Рубиновый Магарача, Ранний Магарача, Папоновский. Разработал метод определения филлоксеростойкости винограда по характеру поражения листьев, что позволяет ускорить селекционный процесс при выведении высококачественных сортов, устойчивых к филлоксере. Выполнил ряд теоретических разработок по иммунитету винограда. Установил, что в тканях филлоксероустойчивых сортов при поражении филлоксерой развивается синтетическое направление обмена веществ, в тканях неустойчивых сортов преобладают процессы гидролитического направления. Автор около 100 научных работ, опубликованных в СССР и за рубежом. Среди работ:
- Выведение филлоксероустойчивых клонов европейских сортов винограда. Симферополь, 1946;
- Защита винограда от вредителей и болезней. Новые исследования по филлоксероустойчивости и пятнистому некрозу винограда.- Киев, 1964 (в соавторстве);
- Виноград на стенах домов.- 5-е изд.- Одесса, 1971.